# 沈阳造币有限公司
沈阳造币有限公司隶属于中国印钞造币总公司，是中国政府指定的专门从事法定货币生产的特殊企业，主要生产流通硬币、金银纪念币、铜合金坯饼和工业金银材，是中国目前铜合金硬币生产基地，占地149147平方米，现有职工1500余人。现址为沈阳市大东区大东路138号。

## 历史沿革

### 始建于晚清
始建于1896年（清光绪二十二年），因沈阳地区制钱短缺，光绪帝根据盛京将军依克唐阿的奏请，批准设立“奉天机器局”铸造银元。
1896年8月23日，依克唐阿在沈阳东关外、大东边门内，开工兴建“奉天机器局”，是东北第一家机器工厂，开创沈阳近代工业先河。1898年，奉天机器局生产的首枚产品大清光绪二十四年的“壹圆银币”，打破了中国历代以钱两计重的传统。

### 日占时期
1931年“九一八事变”后，日军占领造币厂并更名为“满洲中央银行造币厂”。

### 东北光复后
1945年日本投降后，该厂由国民政府税务局接收。1945年11月，东北人民自治军接收造币厂。1948年11月沈阳解放后，“满洲中央银行造币厂”更名为“东北银行工业处”，后改称“东北银行工业处总厂”，集中印制东北银行地方流通券、银元、有价证券等。1949年10月，工厂开始搬迁工作，分3批返回沈阳，承担了第一套人民币五种面额、八个品种钞券的印制任务，成为唯一一家参与了新中国历套人民币生产的企业。1953年11月，沈阳造币厂恢复金属铸币生产。
1987年，厂名改为现名“沈阳造币厂”。
2018年5月，由中国印钞造币总公司所属沈阳造币有限公司承制的泰国2泰铢硬币从沈阳成功发运，这是新版2泰铢硬币（约合人民币0.4元）公开发行后的首次发运。

## 纪念
2016年8月23日，沈阳造币博物馆正式开馆。该馆位于企业厂区内一座1935年的日式建筑内，建筑面积1170平方米，馆藏展品数万件。